# Achaea catocaloides
Achaea catocaloides (Syn.: Acanthodelta catocaloides) ist ein Schmetterling (Nachtfalter) aus der Familie der Eulenfalter (Noctuidae). Durch seine gelegentlichen Massenvermehrungen gilt er vor allem in Westafrika als gefährlicher Schädling an Kulturpflanzen. 2009 fand eine Massenvermehrung in Liberia und Ghana statt, die beträchtliches Aufsehen erregte, obwohl es nicht die erste große Massenvermehrung dieser Art in Liberia und Westafrika war.

## Merkmale
Die Falter haben eine Flügelspannweite von 45 bis 50 mm und eine Länge von 20 bis 25 mm. Der Apex der Vorderflügel ist schwach gespitzt. Die Vorderflügeloberseite ist in der Grundfarbe braun. Innere und äußere Querlinien sind deutlich dunkelbraun gezeichnet. Die innere Querlinie ist annähernd gerade bis schwach gewellt, die äußere Querlinie stark gezackt. In der Position des Ringmakel ist meist ein kleiner schwarzer Fleck ausgebildet. Die äußere Hälfte des Mittelfeldes kann auch dunkelbraun verdunkelt sein (f. nigra Berio) oder durch das Mittelfeld zieht sich schräg eine Mittelbinde (ab. virga Berio). Bei der ab. violacea können Teile des Mittelfeldes aufgehellt sein. Die Nierenmakel hebt sich dunkelbraun ab, ist jedoch nur undeutlich zum Mittelfeld begrenzt. Die Oberseiten der Hinterflügel sind in der Grundfarbe ebenfalls braun mit unterschiedlich großen hellgelblichen Bereichen. Die Unterseiten sind graubraun gefärbt. Auf den Vorderflügeln hebt sich die Nierenmakel sehr deutlich ab, auch der Diskalfleck ist entwickelt. Während die äußere, aber lediglich geschwungene, nicht gezackte Querlinie gut entwickelt ist, fehlt die innere Querlinie völlig. Auf den Hinterflügeln ist eine schwache mediale Querlinie vorhanden sowie ein Diskalfleck. Der Flügel hellt sich zum Innenrand und zur Flügelansatzstelle hin deutlich auf.
Die relativ schlanke Raupe ist aschgrau gefärbt mit einem rotbraunen Kopf. Sie besitzt eine breite dunkle Rückenlinie und helle Nebenrückenlinien. Die Seitenlinien sind ebenfalls sehr hell. Die Stigmen sind schwarz. Am Hinterende sitzen zwei leuchtend rot gefärbte Höcker. Die Raupe ist im letzten Stadium 40 bis 50 mm lang.

## Geographisches Vorkommen und Lebensraum
Die Art kommt in den tropischen Regenwäldern Westafrikas vor. Nachgewiesen ist die Art in Kamerun, Liberia, Nigeria, in der Demokratischen Republik Kongo, Elfenbeinküste, Guinea, Benin, Kenia und Uganda. Vermutlich erstreckt sich das Verbreitungsgebiet über weitere Staaten.

## Lebensweise
Die Art ist multivoltin, d. h., es können unter günstigen Bedingungen das ganze Jahr über neue Generationen gebildet werden. Der Lebenszyklus beträgt nur 36 bis 45 Tage. Die Falter werden etwa acht bis zwölf Tage alt. Unter Zuchtbedingungen und wenn sie mit Zuckerwasser gefüttert werden, können sie auch bis zu 28 Tage überleben. Sie sind nachtaktiv und sollen Früchte wie Orangen und Mangos und Fruchtsaft saugen. Die Eier werden in Liberia einzeln auf die Blätter des Dahoma-Baumes (Piptadeniastrum africanum (Hook.f.) Brenan) gelegt. Für Nigeria gibt Eluwa Pentaclethra macrophylla als Hauptnahrungspflanze an. Die Eiraupen schlüpfen nach etwa zwei bis drei Tagen. Die Larvenzeit dauert 20 bis 22 Tage (Eluwa gibt 15 bis 16 Tage für Nigeria an). Die relativ schlanken Raupen bewegen sich eher spannerartig. In Liberia fraßen die Raupen zunächst an den Blättern der Dahoma-Bäume. Die Blätter werden meist bis auf die Mittel- und Seitenrippen völlig gefressen. Sind diese entlaubt, lassen sie sich auf tiefere Stockwerke des Waldes fallen oder seilen sich an Spinnfäden ab. Sie fressen dann an verschiedenen Arten tropischer Bäume, darunter auch Kulturpflanzen wie Kaffee, Kakao, Zitrusarten, Kochbananen, Bananen und Cassava. Die Raupen verpuppen sich am Boden in der Laubstreu unter den befressenen Bäumen in einem Kokon aus Spinnfäden und zwei zusammengewobenen Blättern. Die Puppenruhe nimmt sechs bis acht Tage in Anspruch.

## Feinde
Bisher sind nur wenige Feinde dieser Art bekannt geworden. In Kamerun werden die Populationen vor allem durch Ameisen kontrolliert. Die Fliege Blepharella lodosi Mesnil (Tachinidae) wird als Parasit genannt. Für Nigeria gibt Eluwa ganz allgemein Vögel, Eidechsen, Wespen, Ameisen, Spinnen und den Menschen als Feinde an sowie speziell eine tachinide Fliege aus der Gattung Exorista.

## Schadwirkung
Die Art neigt gelegentlich zu Massenvermehrungen. Zu Anfang des Jahres 2009 erregte eine Massenvermehrung in vier Counties in Liberia Aufsehen (siehe auch Liberian Armyworm Plague). Die Regierung Liberias rief den Notstand aus und forderte internationale Hilfe an. Die Lebensbedingungen der Bevölkerung wurden vor allem die Masseninvasionen der Raupen in die Dörfer hinein sowie durch die Verunreinigung des Wassers durch die Faeces und toten Raupen beeinträchtigt. Die Schäden an der Ernte hielten sich in Grenzen, da die Feldfrüchte schon eingebracht waren und die Raupen keine Gräser fressen. Massenvermehrungen sind schon früher aus Liberia dokumentiert worden, aber auch aus Kamerun und Benin.